# Мария Монфератска
Мария Монфератска, наричана и Мария Маркизата (на италиански: Maria I la Marquise; * 1192, † пролетта 1212), от род Алерамичи, е през 1205 – 1212 г. кралица на Йерусалим.

## Произход
Тя е единствената дъщеря на кралица Изабела I Йерусалимска от нейния трети брак с маркграф Конрад Монфератски. Понеже нейната майка през 1192 г. е още омъжена за първия си съпруг Хумфрид IV от Торон, с когото е разделена против нейната воля, Хумфрид може да е неин баща. Майка ѝ е дъщеря на Амори I (Йерусалим) и Мария Комнина. По бащина линия Мария произлиза от рода на Алерамичите.

## Кралица на Йерусалим
При смъртта на нейната майка през 1205 г. Мария на 13 години е коронована за кралица на Йерусалим. Поради нейното малолетие регентството е поето от Жан I Ибелин, господарят на Бейрут.
На 14 септември 1210 г. Мария се омъжва в Акон за доста по-възрастния френски рицар Жан дьо Бриен (* 1150, † 1237), с когото е коронована на 2 октомври в Тир. Той поема като съ-крал управлението на страната. Сватбата е организирана от Висшия съд (Haute Cour) на Йерусалим и крал Филип II Август от Франция. Тяхната обща дъщеря Йоланда се ражда през пролетта на 1212 г., Мария умира малко след това.
Дъщеря ѝ става кралица като Изабела II Йерусалимска († 25 април 1228), но бащата Жан дьо Бриен поема регентството до 1225 г. Изабела се омъжва на 9 ноември 1225 г. за император Фридрих II и има с него две деца – дъщеря (*/† 1226) и син Конрад IV (* 1228, † 21 май 1254).